# Plaisance-du-Touch
Plaisance-du-Touch (en occitano Plasença deu Toish) es una comuna (municipio) de Francia, en la región de Mediodía-Pirineos, departamento de Alto Garona, en el distrito de Toulouse y cantón de Léguevin.
Está integrada en la Communauté de communes de la Save au Touch, de la que es la comuna más poblada.

## Demografía
| 748 | 859 | 883 | 925 | 1 017 | 1 003 | 1 058 | 1 083 | 1 088 | 1 130 | 1 185 | 1 119 | 1 166 | 1 248 | 1 308 | 1 346 | 1 311 | 1 203 | 1 149 | 1 156 | 1 054 | 1 069 | 1 130 | 1 165 | 1 214 | 1 412 | 1 671 | 2 622 | 4 560 | 5 753 | 10 075 | 14 164 | 15 443 |
| Para los censos de 1962 a 1999 la población legal corresponde a la población sin duplicidades (Fuente: INSEE [Consultar]) |     |     |     |       |       |       |       |       |       |       |       |       |       |       |       |       |       |       |       |       |       |       |       |       |       |       |       |       |       |        |        |        |

Es la mayor población del cantón. Forma parte de la aglomeración urbana (agglomération urbaine) de Toulouse.

## Hermanamientos
- Utebo, España